# Bigierdy
Bigierdy (lit. Bygirdai) − osada na Litwie, w rejonie solecznickim, 4 km na północny wschód od Turgieli, zamieszkana przez 46 ludzi. Przed II wojną światową w Polsce, w powiecie wileńsko-trockim województwa wileńskiego.